# Hypogastrura spei
Hypogastrura spei (лат.) — вид коллембол из семейства Hypogastruridae.
Россия, Сибирь: Таймыр, полярный Урал, Чукотка. Армения (Арагац, на высоте до 3 км). Назван в честь российского ботаника Надежды Васильевны Матвеевой (Санкт-Петербург), от слова spes («надежда»), за помощь в организации исследований на Таймыре.

## Описание
Мелкие шестиногие ногохвостки с прыгательной вилкой снизу на четвёртом сегменте брюшка. Длина около 1 мм (до 1,3 мм). Окраска сине-фиолетовая. От близких видов отличаются следующими признаками: на 4-м членике усиков расположены 7-9 сенсилл; на пятом сегменте брюшка есть 3+3 хет и 6-8 гранул; первый членик усика с восемью щетинками; на вентральной трубе 5+5 хет; зацепка на третьем сегменте брюшка с 4+4 зубцами; дорсальная поверхность денса с шиповидными гранулами.